# Bela Vista (Angola)
Bela Vista – miasto w Angoli, w prowincji Bengo.